# Braceborough
Braceborough är en by i civil parish Braceborough and Wilsthorpe, i distriktet South Kesteven, i grevskapet Lincolnshire, i England. Byn är belägen 8 km från Stamford. Braceborough var en civil parish fram till 1931 när blev den en del av Braceborough and Wilsthorpe. Civil parish hade 150 invånare år 1921. Byn nämndes i Domedagsboken (Domesday Book) år 1086, och kallades då Braseborg/Breseburc/Breseburg.